# São José EC
São José Esporte Clube – brazylijski klub piłkarski z siedzibą w São José dos Campos, w stanie São Paulo.

## Osiągnięcia
- Mistrz drugiej ligi stanu São Paulo (Campeonato Paulista Série A2) (2): 1972, 1980
- Wicemistrz stanu São Paulo (Campeonato Paulista): 1989
- Wicemistrz drugiej ligi brazylijskiej (Campeonato Brasileiro Série B): 1989

## Historia
Sportowiec Galiano Alves z powodu nieporozumień z klubem Associação Esportiva São José założył 13 sierpnia 1933 roku klub Esporte Clube São José. Klub 8 marca 1964 roku stał się klubem zawodowym.
W grudniu 1976 roku z powodu kryzysu finansowego klub popadł w długi. By ich nie spłacać zmieniono nazwę klubu na São José Esporte Clube, a ponadto barwy z czarno-białych na obecnie stosowane niebiesko-żółto-białe. Zmienione zostało także logo klubu.
W 1989 roku klub został wicemistrzem stanu São Paulo (Campeonato Paulista), przegrywając w finale ze słynnym São Paulo. W tym samym roku São José został wicemistrzem drugiej ligi brazylijskiej (Campeonato Brasileiro Série B) po porażce w finałowym meczu z klubem Bragantino Bragança Paulista. W następnym roku klub zadebiutował w pierwszej lidze brazylijskiej (Campeonato Brasileiro Série A).
W roku 2003 klub zmienił nazwę na Esporte São José, jednak w 2005 roku wrócił do poprzedniej nazwy - São José Esporte Clube.
W roku 2006 klub spadł do drugiej ligi stanowej (Campeonato Paulista A-2).